# 프리드리히 폰 비저

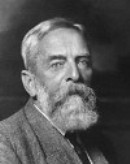

프리드리히 폰 비저(Friedrich von Wieser, 1851년 7월 10일 ~ 1926년 7월 22일)는 오스트리아 학파의 초기(소위 "1세대") 경제학자이었다. 그는 전쟁 부의 고위 관리인 추밀원 의원 레오폴드 폰 비저(Leopold von Wieser)의 아들로 오스트리아의 도시 비엔나에서 태어나 처음으로 사회학과 법학을 공부했다. 학위를 받은 해인 1872년, 그는 오스트리아 학교 설립자인 카를 멩거의 Grundsätze를 접해 경제 이론으로 관심을 돌렸다. 비저는 1903년 빈에서 멩거의 뒤를 이을 때까지 빈 대학과 프라하 대학에서 재직했으며, 그곳에서 차세대 오스트리아 경제학자들을 형성했다.
경제 계산 논쟁은 정확한 계산이 경제적 효율성에 가장 중요하다는 그의 생각에서 시작되었다. 무엇보다 그에게 가격은 시장 상황에 대한 정보를 나타내므로 모든 종류의 경제 활동에 필요하다. 따라서 사회주의 경제가 작동하기 위해서는 가격 체계가 필요하다. 그는 또한 경제 변화에 대한 기업가의 중요성을 강조했는데, 이는 그가 "새로운 경제 기슭을 향한 지도자로 등장하는 개인의 영웅적인 개입"에 의해 초래되는 것으로 보았다. 이러한 리더십 개념은 후에 조지프 슘페터가 경제 혁신을 다룰 때 채택했다.
1. ↑  Joseph A. Schumpeter, Ten Great Economists From Marx to Keynes, 1951, Appendix 2, p. 298, reprinted from The Economic Journal, vol. xxxvii, no. 146, June 1927.